# That Thing You Do!
That Thing You Do! är en amerikansk musikal-dramakomedifilm från 1996, skriven och regisserad av Tom Hanks.

## Handling
Filmen handlar om ett fiktivt popband från Erie, Pennsylvania, USA. Handlingen utspelar sig kort efter det att The Beatles 1964 slagit igenom även i USA. Filmens titel kommer av titeln på gruppens första (fiktiva) hit.
En lokal musikgrupp förlorar tillfälligt sin trumslagare på grund av att denne bryter armen. Man frågar då gamle skolkamraten Guy Patterson (Tom Everett Scott), för tillfället sysselsatt i föräldrarnas affär för husgeråd, om han kan hjälpa dem vid en spelning. Han hjälper bandet att vinna den lokala talangjakten, det nykomponerade bandet gör omedelbar succé, och snart befinner man sig på turné runt hela USA. Man tar sig namnet Oneders, tänkt att uttalas som det engelska ordet Wonders, inspirerat av Beatles och andra nya band som har namn som är avsiktligt felstavade. När managern Mr. White (Tom Hanks) tar över ansvaret för bandet får man dock lov att ändra stavningen av namnet till "Wonders". 
I takt med klättringen på Billboard får man se hur bandmedlemmarnas personligheter påverkas. Efter två månader är de tvåa på landets singellista, men bandet börjar knaka i fogarna. Basisten slutar och ersätts av studiomusikern Wolfman, något som blir spiken i kistan för The Wonders. På en dag bryts allt de kämpat för ner.

## Medverkande (urval)
- Tom Everett Scott - Guy Patterson
- Liv Tyler - Faye Dolan
- Johnathon Schaech - Jimmy Mattingly
- Steve Zahn - Lenny Haise
- Ethan Embry - The Bass Player
- Tom Hanks - Mr White
- Charlize Theron - Tina
- Giovanni Ribisi - Chad
- Kevin Pollak - Victor 'Boss Vic Koss' Kosslovich
- Bill Cobbs - Del Paxton
- Rita Wilson - Marguerite
- Robert Wisdom - Bobby Washington

## Om filmen
Trots att alla band i filmen är påhittade och att the Wonders aldrig funnits finns det många paralleller till verklighetens storband på 1960-talet, speciellt till The Beatles.